# I Guermantes
I Guermantes (Le Côté de Guermantes) è il terzo volume dell'opera di Marcel Proust Alla ricerca del tempo perduto (À la recherche du temps perdu).
Questo volume venne pubblicato dall'editore Gallimard in due tomi, di cui il primo, intitolato I Guermantes (tomo 1), nel 1920 ed il secondo, intitolato I Guermantes (tomo 2), nel 1921.

## Tematiche
Tra i vari volumi ci sono dei temi ricorrenti, che sono: il tempo e la memoria, dunque il racconto da parte dell'autore di esperienze autobiografiche.
Come accade in tutti i volumi dell'opera, anche in questo volume il suo titolo e quello dei tomi in cui esso è diviso sono strettamente collegati agli avvenimenti narrati dall'autore. 
Guermantes infatti è il cognome di una famiglia di cui il protagonista diventerà amico.

## Trama
Il volume si apre con la descrizione della famiglia Guermantes. Ha inizio la storia d'amore tra Albertine ed il narratore, che riesce a farsi accogliere dai Guermantes.

### I Guermantes (tomo 1)
Nel primo tomo del terzo volume, il narratore, insieme alla sua famiglia, trasloca in un appartamento nel palazzo della famiglia aristocratica Guermantes. 
Marcel, inoltre, si reca, per la seconda volta nella sua vita, a teatro, per rivedere l'attrice Berma recitare la parte della protagonista del dramma Fedra (Phèdre) di Racine. Questa volta il protagonista non è più interessato all'attrice, ma ad un'altra donna, la duchessa di Guermantes, amica della principessa di Sassonia. Marcel poi si reca a Doncières, dove incontra nuovamente Robert de Saint-Loup, che si trova lì per prestare servizio militare. Si reca da Saint-Loup anche perché desidera che l'amico trasmetta alla duchessa delle buone referenze di modo che possa entrare nelle sue grazie. Proprio in questa occasione viene affrontato, per la prima volta nell'opera, l'argomento dell'"Affare Dreyfus", questione che aveva diviso la Francia in quegli anni. 
Dopo il soggiorno a Doncières, il narratore torna a Parigi, dove scoprirà che sua nonna è malata (morirà proprio nell'inverno successivo). Marcel a Parigi incomincia a frequentare il salotto di Madame de Villeparisis e qui incontra vecchie e nuove conoscenze, tra cui il duca e la duchessa di Guermantes, il barone di Charlus, Robert de Saint-Loup e sua madre, e la signora Swann (Odette de Crecy). Prima di recarsi in visita da Madame de Villeparisis, il narratore scopre l'identità dell'amante di Robert de Saint-Loup, che è la giovane attrice ed ex prostituta Rachel "quand du seigneur".

### I Guermantes (tomo 2)
Nel secondo tomo, il narratore recupera il rapporto di amicizia con una sua vecchia fiamma, Albertine. 
Inizialmente Marcel non sa se l'amore che prova per lei sia vero oppure se sia solo una sensazione di nostalgia verso Balbec, il luogo in cui si erano conosciuti. Ad ogni modo i due torneranno ad essere una coppia con i loro momenti di alti e bassi.

## Traduzioni italiane
Oggi le edizioni di riferimento di questo volume sono considerate quelle di Mondadori, tradotto da Giovanni Raboni e curato da Luciano De Maria, e quella di Einaudi, con il testo tradotto da Mario Bonfantini e la cura di Mariolina Bongiovanni Bertini.
- 1949 (e 1963), Mario Bonfantini, Einaudi
- 1986, Giovanni Raboni, Mondadori
- 1987, Maria Teresa Nessi Somaini, Rizzoli
- 1990, Maurizio Enoch, Orsa Maggiore, poi Newton Compton
- 1995, Lorenza Foschini (solo Ritorno a Guermantes), Studio Tesi